# تالیاتله

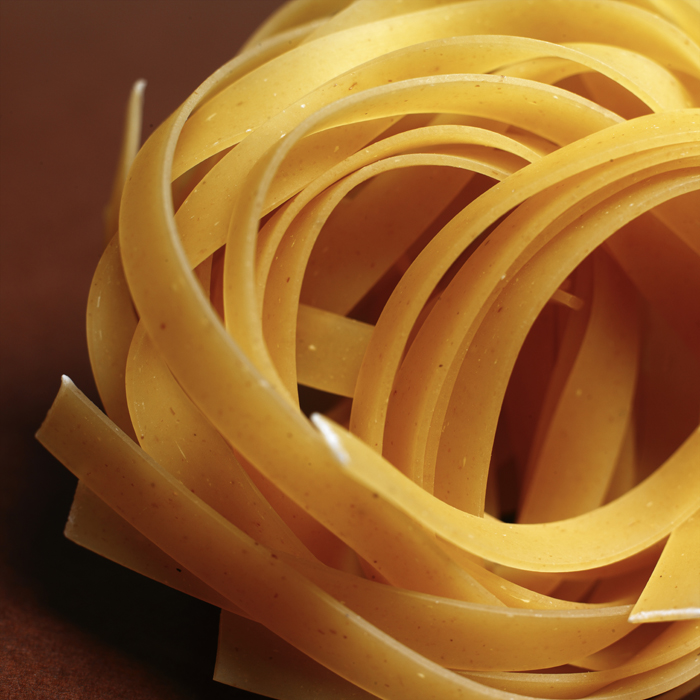
پاستا تالیاتله

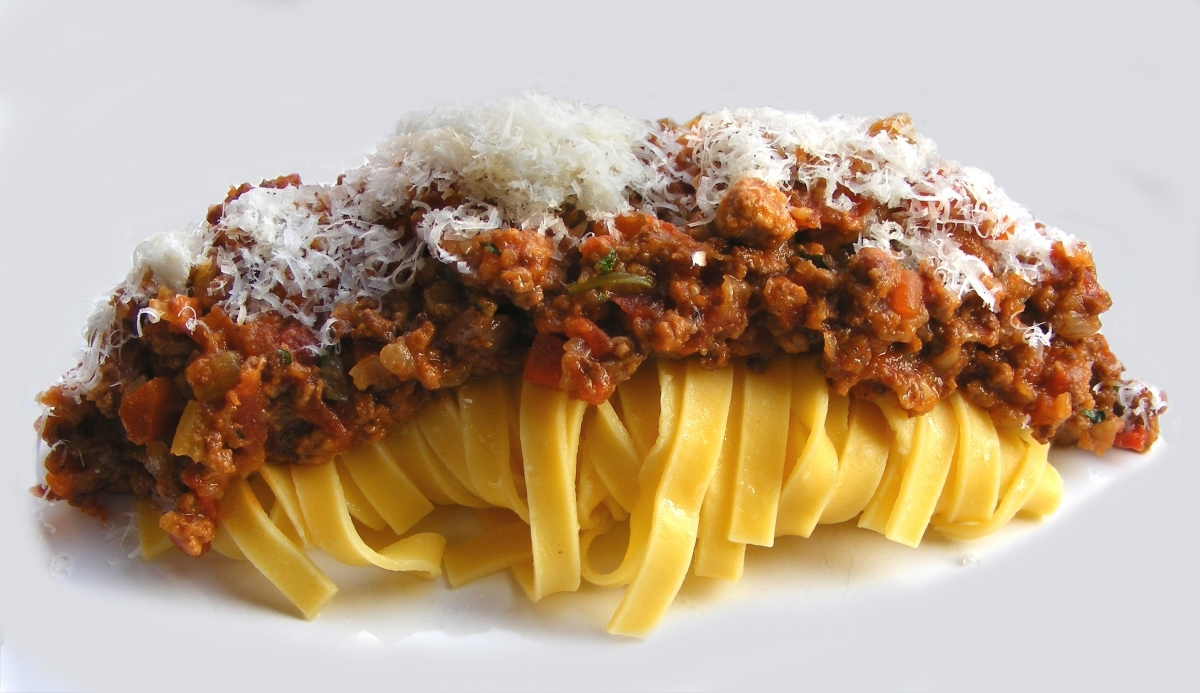
تالیاتله با سس بلونز

تالیاتله یا تالیاتلی (به ایتالیایی: Tagliatelle) نوعی پاستای نواری شکل تخم‌مرغی مربوط به ناحیهٔ امیلیا-رومانیا در شمال ایتالیاست که بلند، تخت و باریک بوده و پهنایی در حدود ۵ میلی‌متر دارد. این پاستا از نظر ظاهری شبیه به فتوچینی است ولی ۲ میلی‌متر از آن باریکتر است.
تالیاتله را می‌توان با انواع گوناگونی از سس‌های گوشت، سبزیجات و ماهی سرو نمود اما معمولاً با مایهٔ گوشتی یا سس بلونز خورده می‌شود.

## افسانه تالیاتله
در افسانه‌ها آمده است که تالیاتله را نخستین بار آشپزی ماهر با الهام گرفتن از موهای افشان لوکرتیا بورژیا تولید نمود و آن را در مراسم ازدواج او با آلفونسو دته به لوکرتیا بورژیا تقدیم کرد.

## نگارخانه

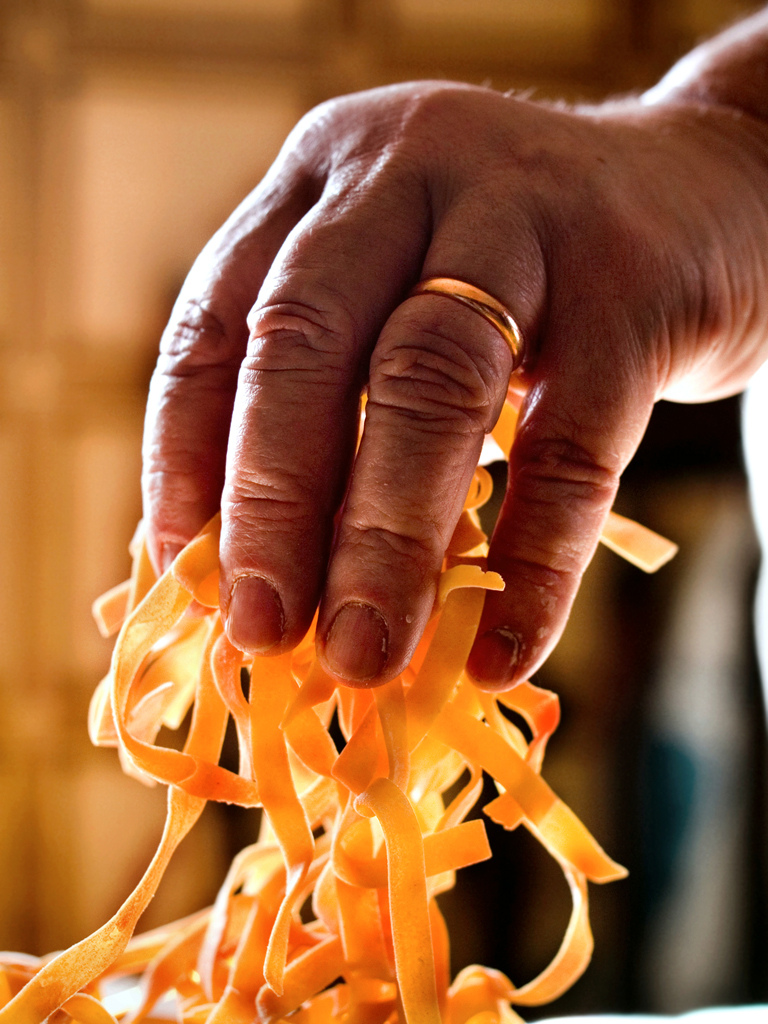